# Missões diplomáticas da Hungria

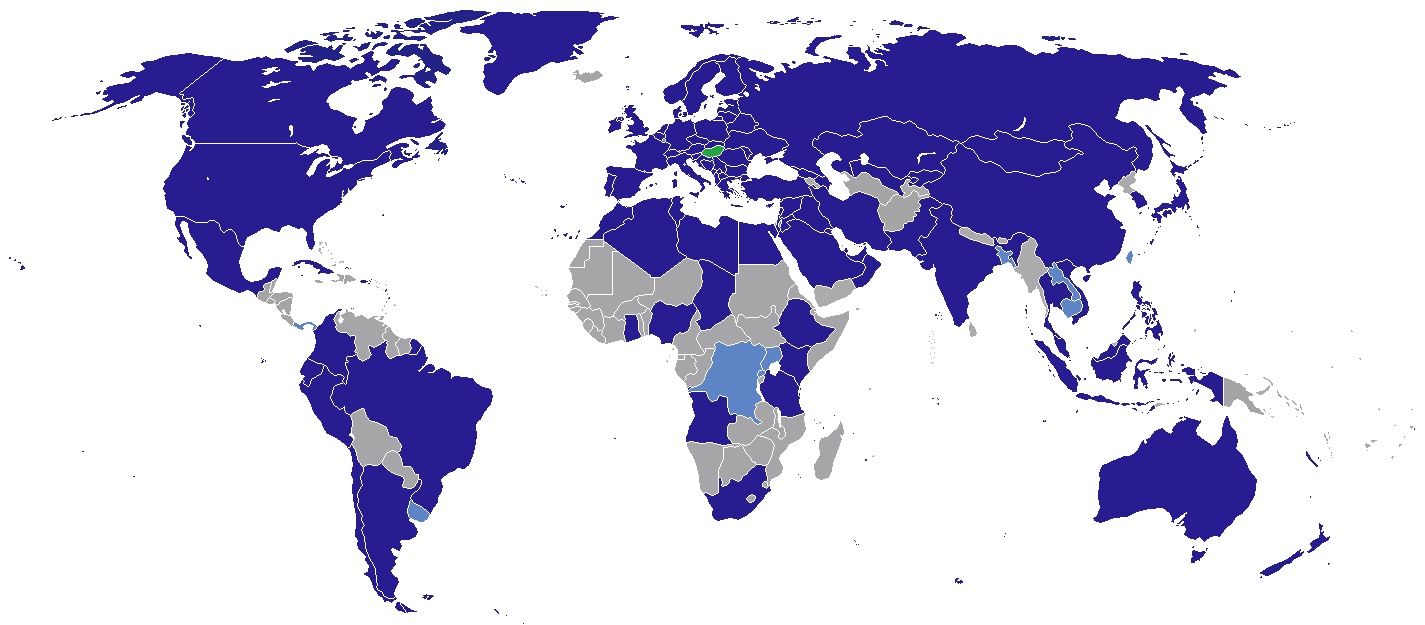
Mapa das missões diplomáticas da Hungria

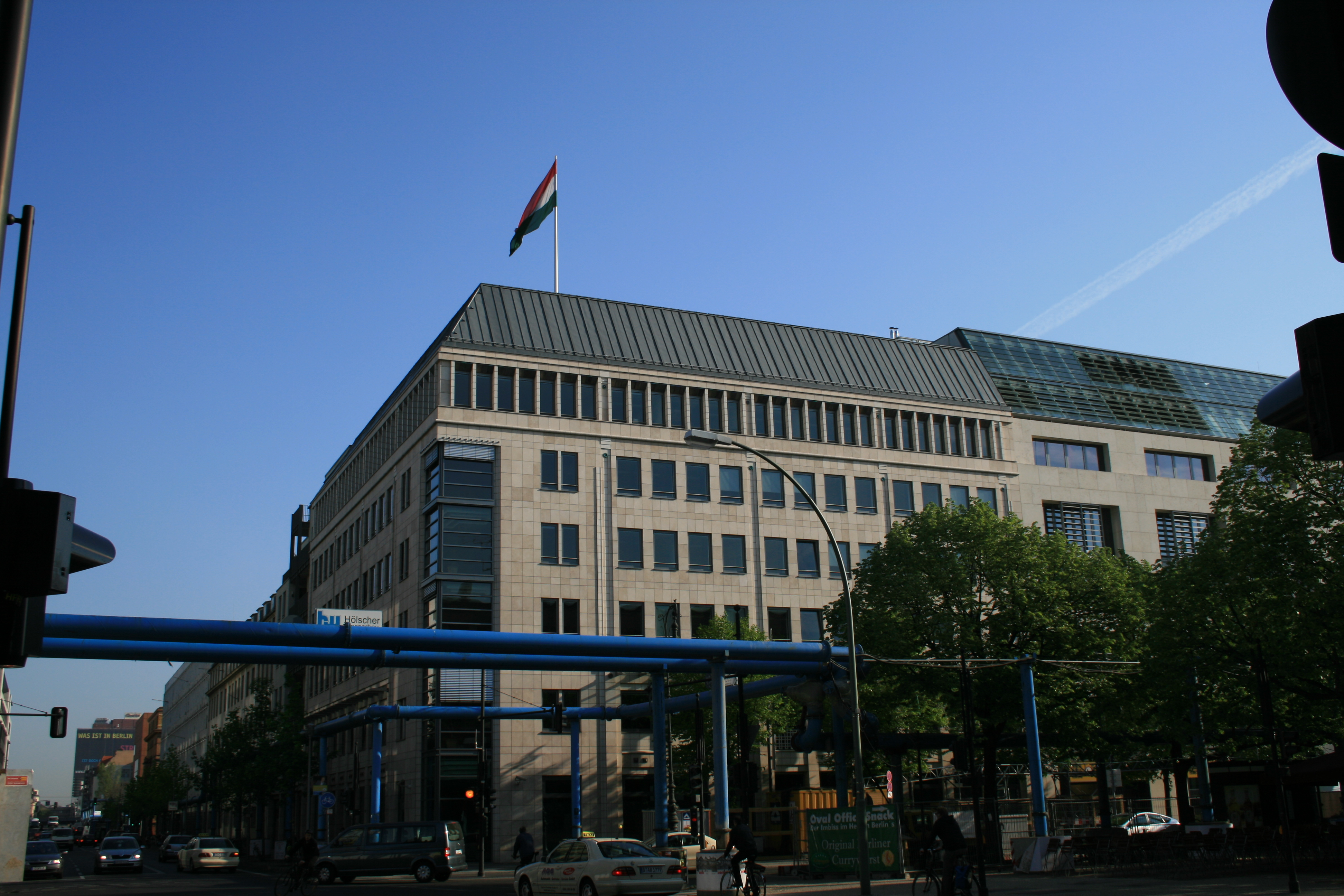
Embaixada da Hungria em Berlim

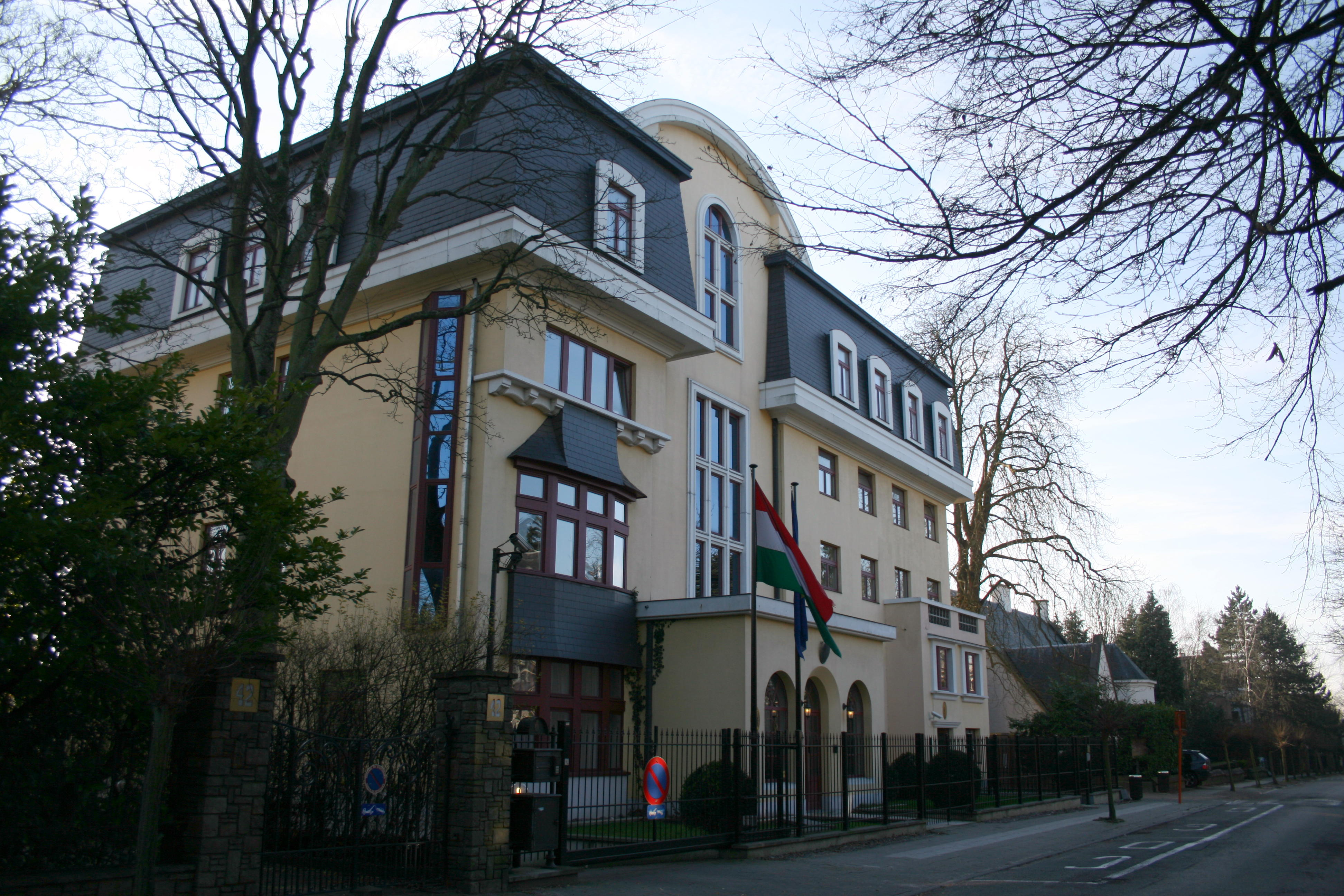
Embaixada da Hungria em Bruxelas

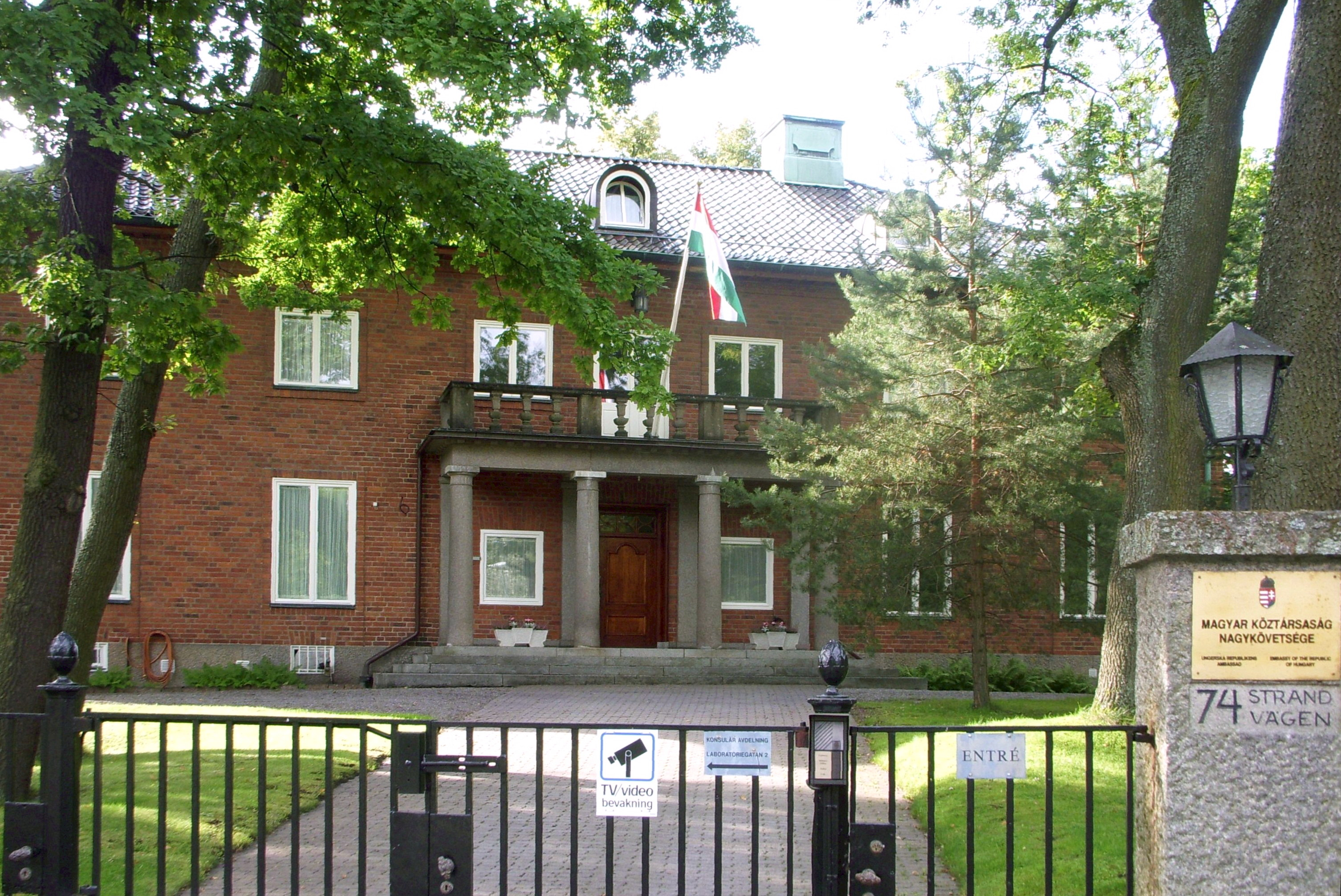
Embaixada da Hungria em Estocolmo

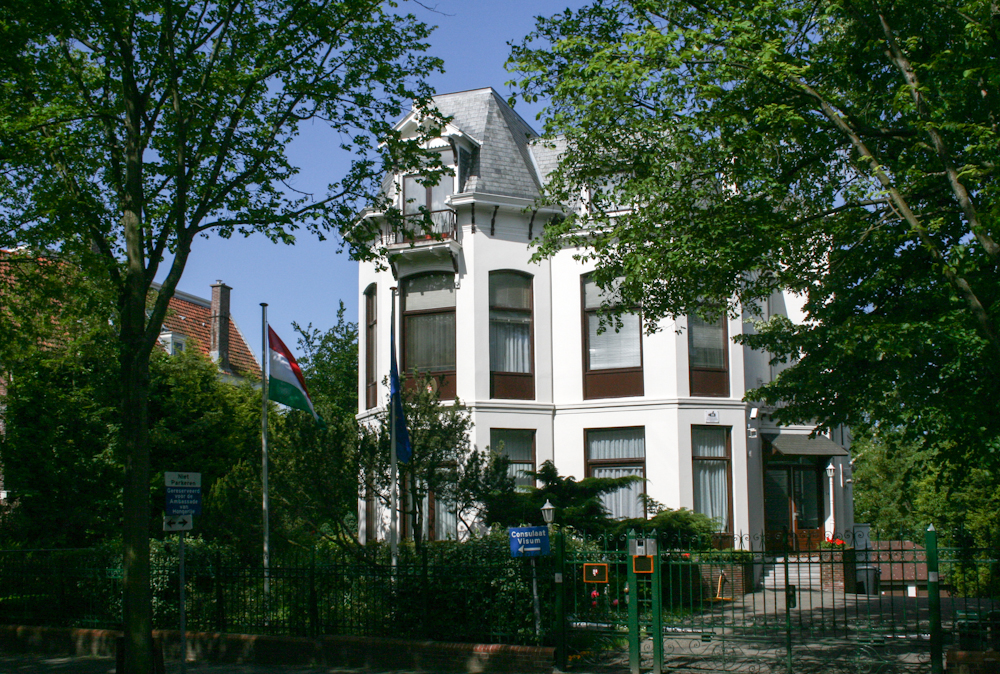
Embaixada da Hungria em Haia

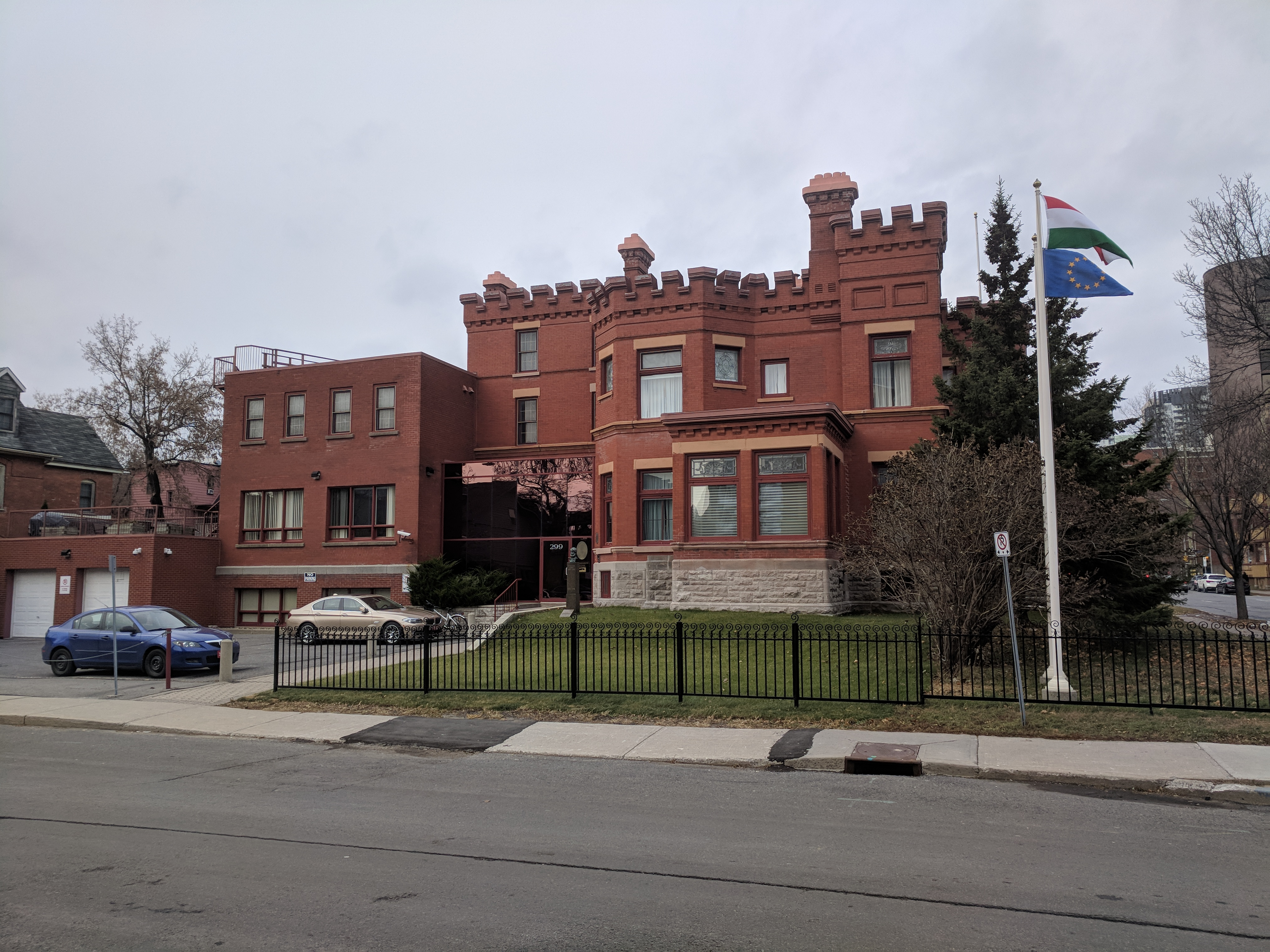
Embaixada da Hungria em Ottawa

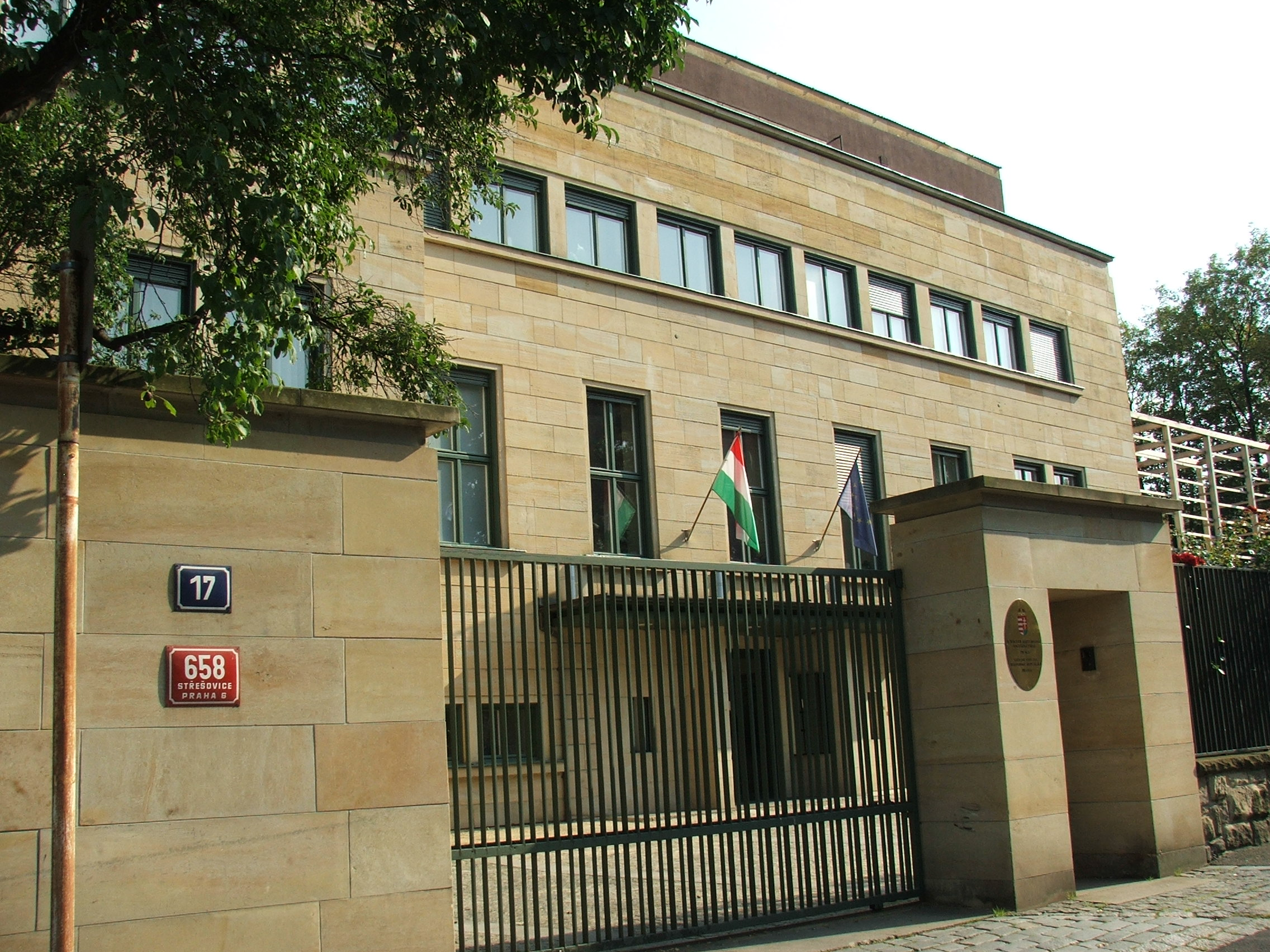
Embaixada da Hungria em Praga

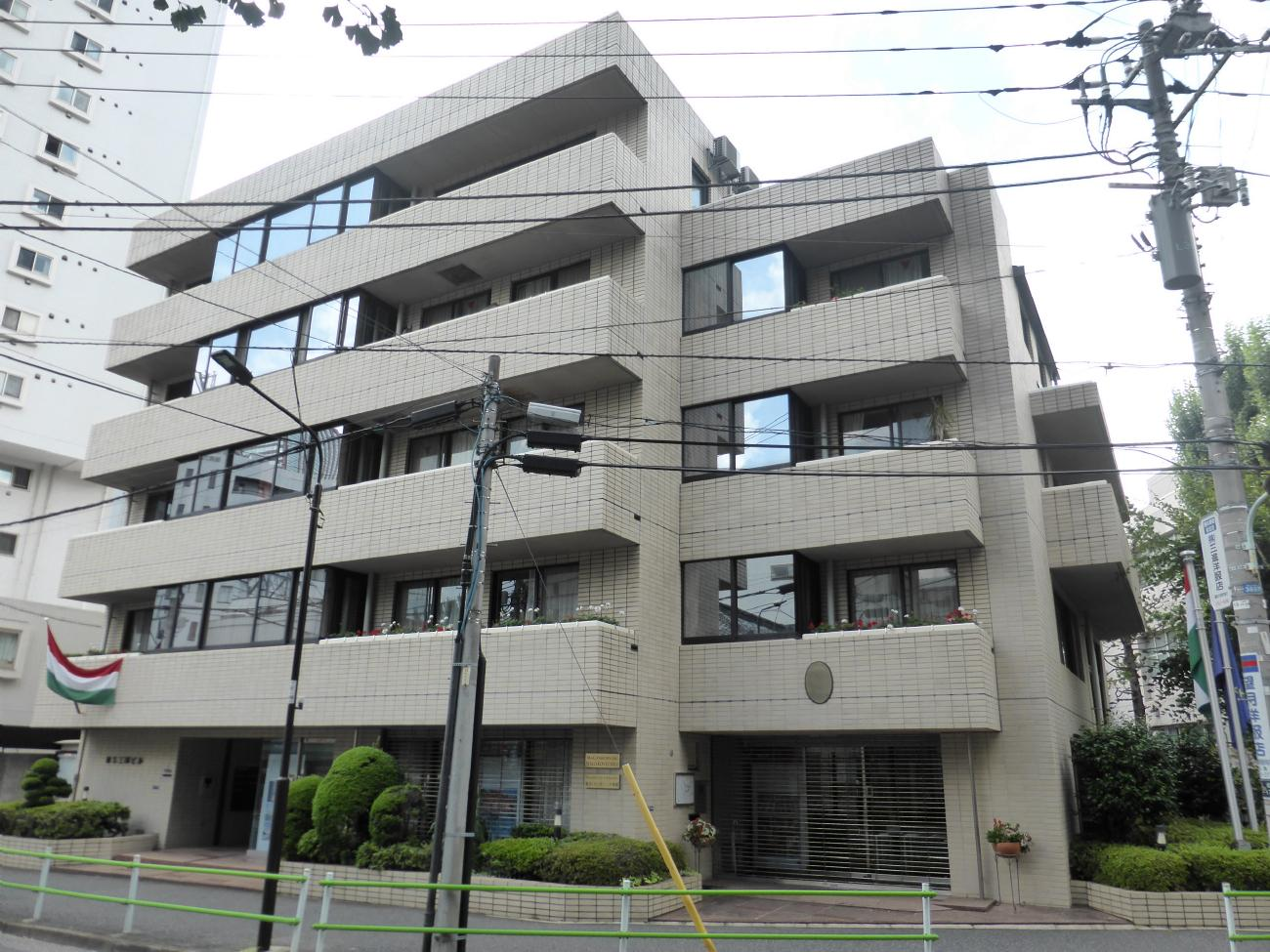
Embaixada da Hungria em Tóquio

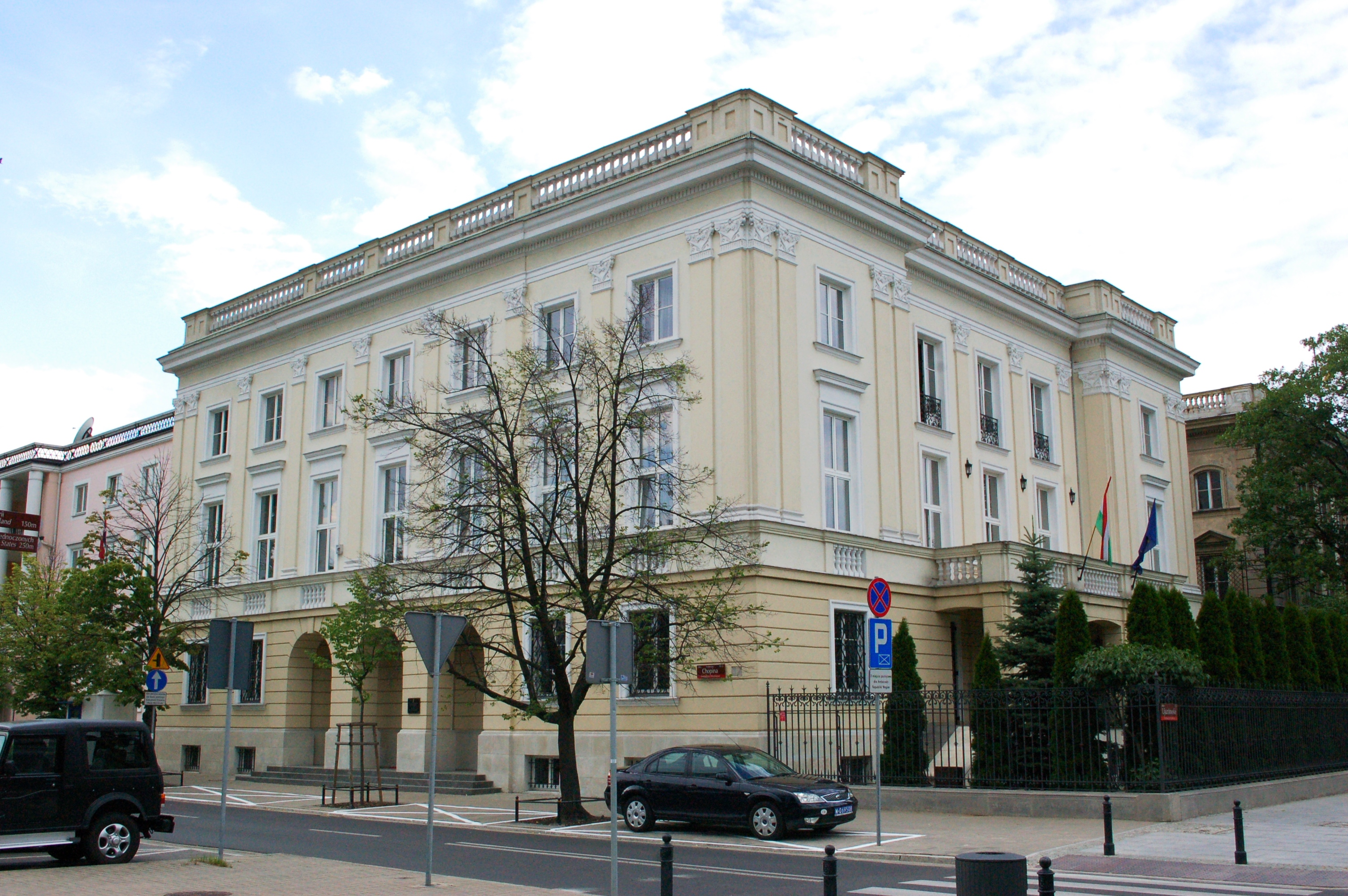
Embaixada da Hungria em Varsóvia

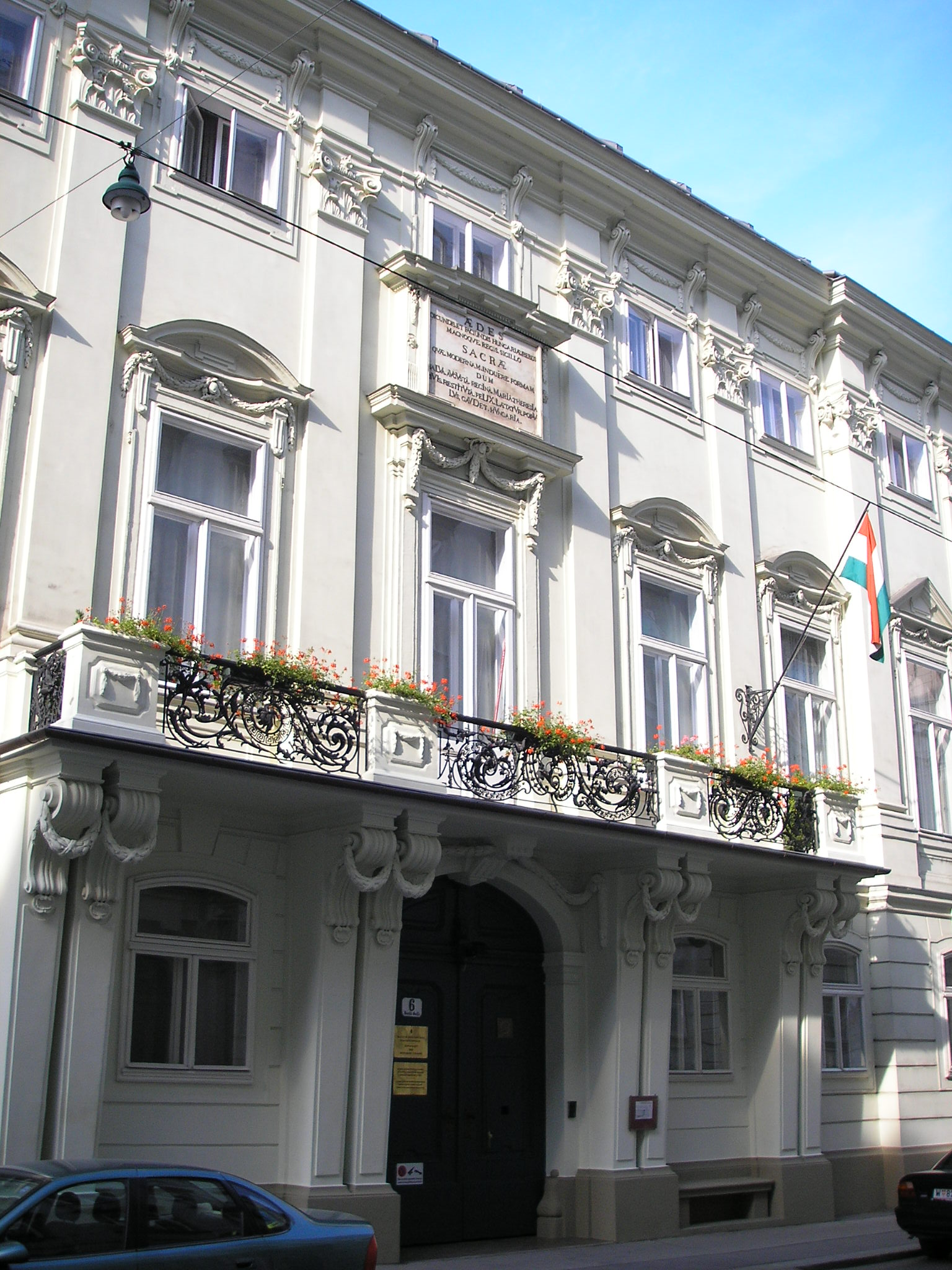
Embaixada da Hungria em Viena

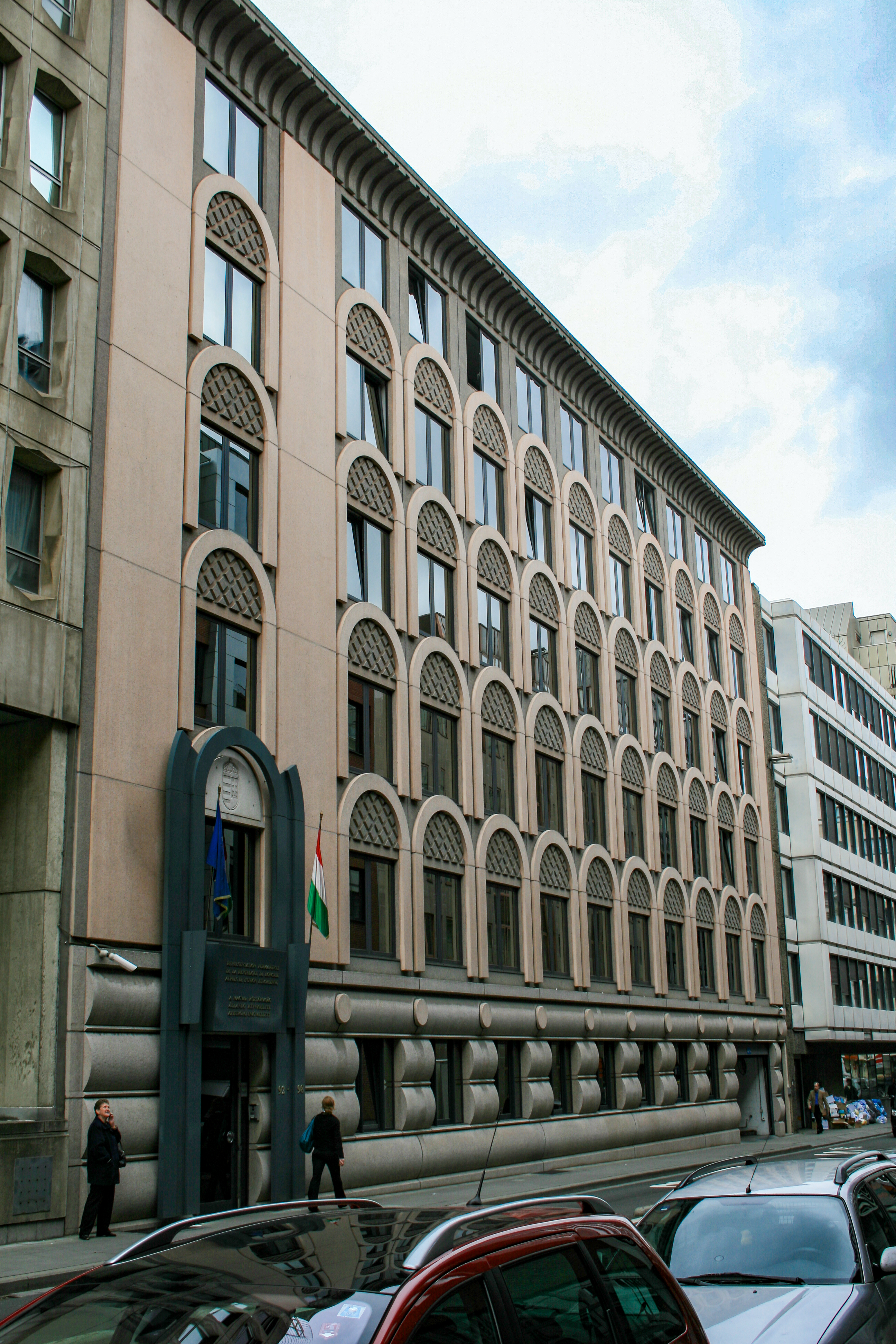
Missão Permanente da Hungria ante a União Europeia

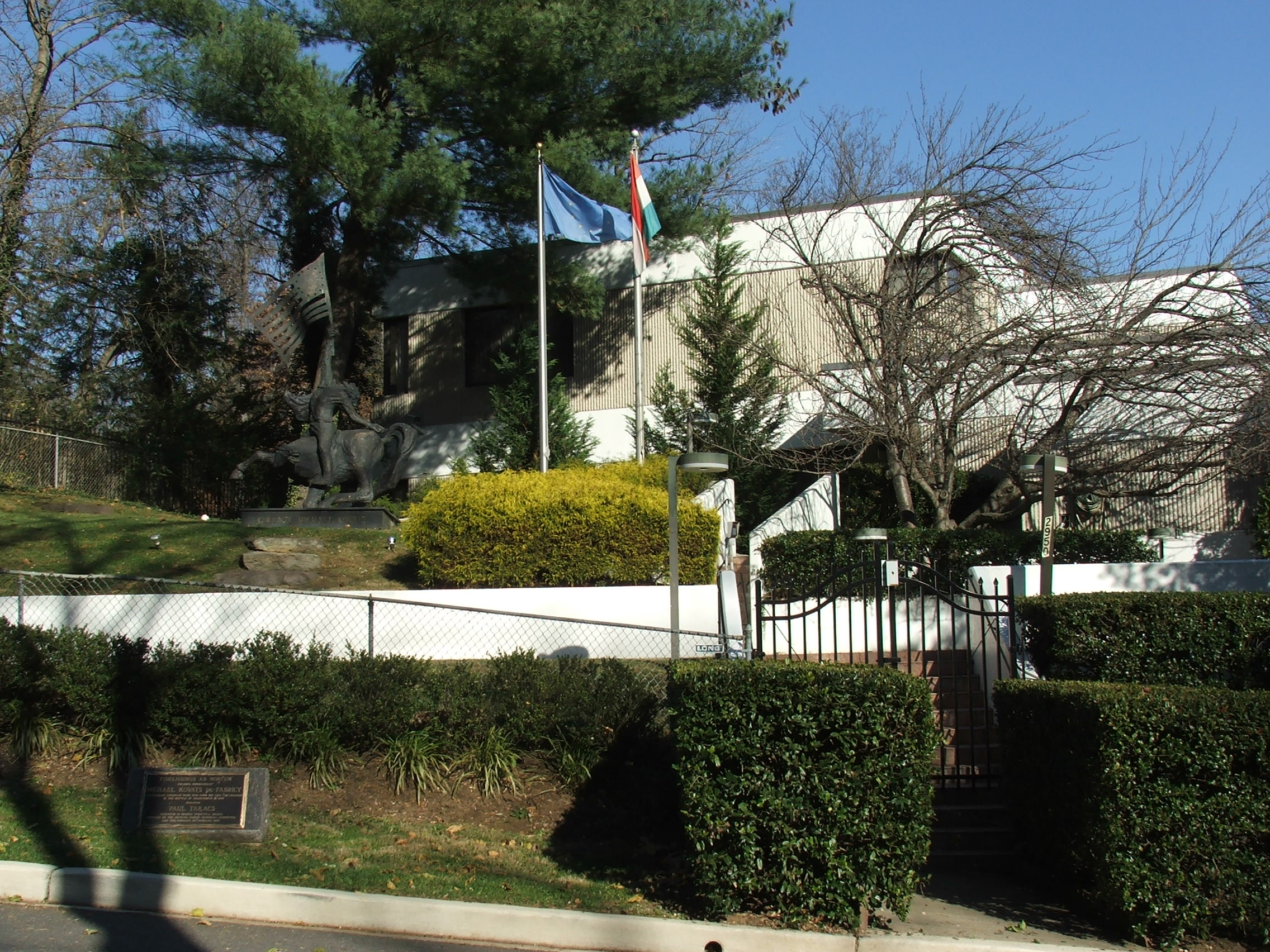
Embaixada da Hungria em Washington, D.C

Abaixo se encontram as embaixadas e consulados da Hungria:

## Europa
- Albânia
  - Tirana (Embaixada)
- Alemanha
  - Berlim (Embaixada)
  - Munique (Consulado-Geral)
- Áustria
  - Viena (Embaixada)
- Azerbaijão
  - Bacu (Embaixada)
- Bélgica
  - Bruxelas (Embaixada)
- Bielorrússia
  - Minsque (Embaixada)
- Bósnia e Herzegovina
  - Saraievo (Embaixada)
- Bulgária
  - Sófia (Embaixada)
- Chipre
  - Nicósia (Embaixada)
- Croácia
  - Zagrebe (Embaixada)
- Dinamarca
  - Copenhague (Embaixada)
- Eslováquia
  - Bratislava (Embaixada)
  - Košice (Consulado-Geral)
- Eslovênia
  - Liubliana (Embaixada)
- Espanha
  - Madrid (Embaixada)
  - Barcelona (Consulado-Geral)
- Estónia
  - Taline (Embaixada)
- Finlândia
  - Helsinque (Embaixada)
- França
  - Paris (Embaixada)
- Geórgia
  - Tbilisi (Embaixada)
- Grécia
  - Atenas (Embaixada)
- Irlanda
  - Dublim (Embaixada)
- Itália
  - Roma (Embaixada)
  - Milão (Consulado-Geral)
- Kosovo
  - Pristina (Embaixada)
- Letônia
  - Riga (Embaixada)
- Lituânia
  - Vilnius (Embaixada)
- Macedônia do Norte
  - Escópia (Embaixada)
- Moldávia
  - Quichinau (Embaixada)
- Montenegro
  - Podgorica (Embaixada)
- Noruega
  - Oslo (Embaixada)
- Países Baixos
  - Haia (Embaixada)
- Polónia
  - Varsóvia (Embaixada)
- Portugal
  - Lisboa (Embaixada)
- Reino Unido
  - Londres (Embaixada)
- Chéquia
  - Praga (Embaixada)
- Roménia
  - Bucareste (Embaixada)
  - Cluj-Napoca (Consulado-Geral)
  - Miercurea Ciuc (Consulado-Geral)
  - Constança (Escritório Consular)
- Rússia
  - Moscou (Embaixada)
  - Ecaterimburgo (Consulado-Geral)
  - São Petersburgo (Consulado-Geral)
- Vaticano
  - Vaticano (Embaixada)
- Sérvia
  - Belgrado (Embaixada)
  - Subotica (Consulado-Geral)
- Suécia
  - Estocolmo (Embaixada)
- Suíça 
  - Berna (Embaixada)
- Ucrânia
  - Quieve (Embaixada)
  - Uzorodo (Consulado-Geral)
  - Berehove (Consulado)

## América
- Argentina
  - Buenos Aires (Embaixada)
- Brasil
  - Brasília (Embaixada)
- Canadá
  - Otava (Embaixada)
- Cuba
  - Havana (Embaixada)
- Estados Unidos
  - Washington, D.C (Embaixada)
  - Los Angeles (Consulado-Geral)
  - Nova Iorque (Consulado-Geral)
- México
  - Cidade do México (Embaixada)

## Oriente Médio
- Arábia Saudita
  - Riade (Embaixada)
- Palestina
  - Ramala (Escritório de Representação)
- Emirados Árabes Unidos
  - Abu Dabi (Embaixada)
- Irão
  - Teerã (Embaixada)
- Iraque
  - Bagdá (Embaixada)
- Israel
  - Telavive (Embaixada)
- Jordânia
  - Amã (Embaixada)
- Kuwait
  - Cuaite (Embaixada)
- Líbano
  - Beirute (Embaixada)
- Catar
  - Doa (Embaixada)
- Síria
  - Damasco (Embaixada)
- Turquia
  - Ancara (Embaixada)
  - Istambul (Consulado-Geral)

## África
- Argélia
  - Argel (Embaixada)
- Egito
  - Cairo (Embaixada)
- Quênia
  - Nairóbi (Embaixada)
- Líbia
  - Trípoli (Embaixada)
- - Rabat (Embaixada)
- África do Sul
  - Pretória (Embaixada)
- Tunísia
  - Tunes (Embaixada)

## Ásia
- Afeganistão
  - Cabul (Embaixada)
- China
  - Pequim (Embaixada)
  - Xangai (Consulado-Geral)
- Coreia do Sul
  - Seul (Embaixada)
- Índia
  - Nova Deli (Embaixada)
- Indonésia
  - Jacarta (Embaixada)
- Japão
  - Tóquio (Embaixada)
- Cazaquistão
  - Astana (Embaixada)
  - Almati (Consulado-Geral)
- Paquistão
  - Islamabade (Embaixada)
- Singapura
  - Singapura (Embaixada)
- Tailândia
  - Bancoque (Embaixada)
- Taiwan
  - Taipei (Escritório de Comércio)
- Vietname
  - Hanói (Embaixada)

## Oceania

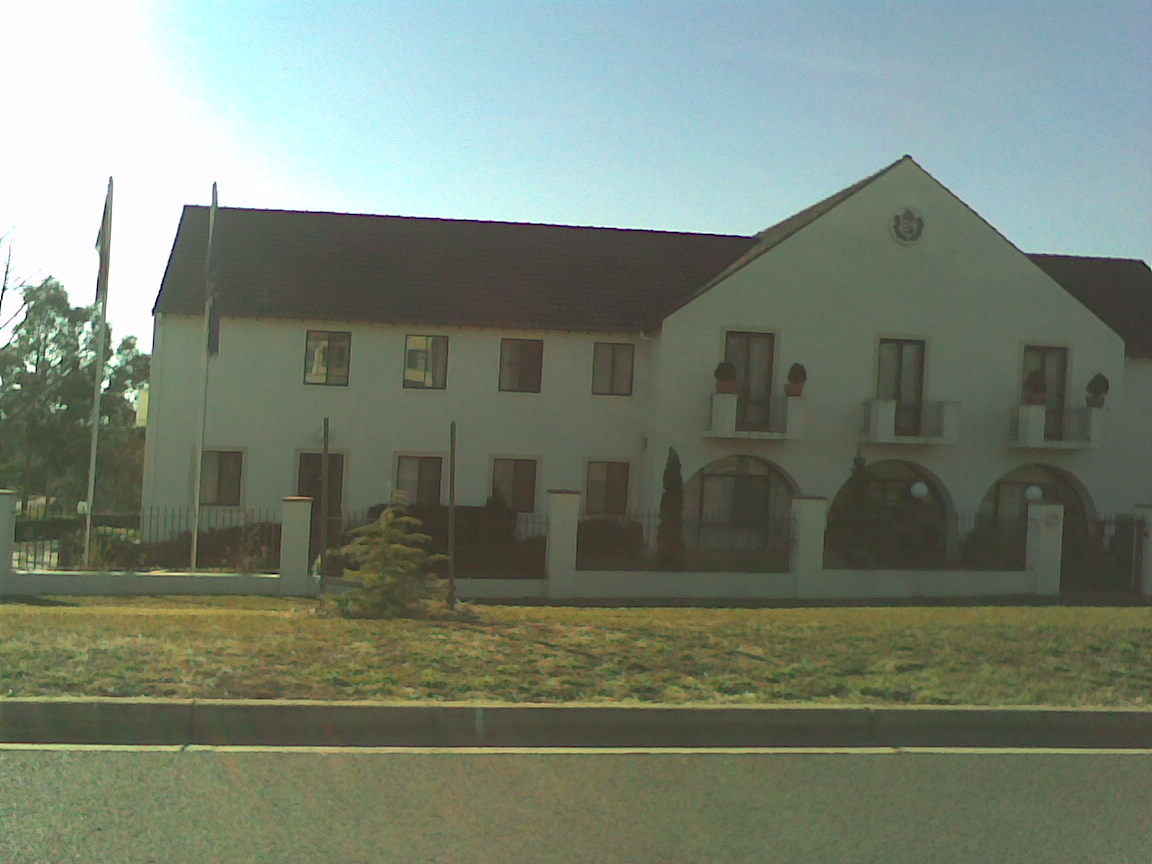
Embaixada da Hungria em Camberra

- Austrália
  - Camberra (Embaixada)

## Organizações Multilaterais
- - Bruxelas (Missão Permanente do país ante a União Europeia e OTAN)
  - Estrasburgo (Missão Permanente do país ante o Conselho da Europa)
  - Genebra (Missão Permanente do país ante as Nações Unidas e outras organizações internacionais)
  - Nairóbi (Missão Permanente do país ante as Nações Unidas e outras organizações internacionais)
  - Nova Iorque (Missão Permanente do país ante as Nações Unidas)
  - Paris (Missão Permanente do país ante a OCDE e Unesco)
  - Roma (Missão Permanente do país ante a Organização das Nações Unidas para Agricultura e Alimentação)
  - Viena (Missão Permanente do país ante as Nações Unidas)